# Джуно-Бич (Флорида)
Джу́но-Бич (англ. Juno Beach) — муниципалитет, расположенный в округе Палм-Бич (штат Флорида, США) с населением в 3262 человека по статистическим данным переписи 2000 года.
Некоторое время город исполнял функции административного центра округа.

## География
По данным Бюро переписи населения США муниципалитет Джуно-Бич имеет общую площадь в 4,92 квадратных километров, из которых 3,63 кв. километров занимает земля и 1,29 кв. километров — вода. Площадь водных ресурсов округа составляет 26,22 % от всей его площади.
Муниципалитет Джуно-Бич расположен на высоте 7 м над уровнем моря.

## Демография
По данным переписи населения 2000 года в Джуно-Бич проживало 3262 человека, 929 семей, насчитывалось 1791 домашнее хозяйство и 2603 жилых дома. Средняя плотность населения составляла около 663,01 человека на один квадратный километр. Расовый состав населённого пункта распределился следующим образом: 97,82 % белых, 0,43 % — чёрных или афроамериканцев, 0,12 % — коренных американцев, 0,61 % — азиатов, 0,06 % — выходцев с тихоокеанских островов, 0,61 % — представителей смешанных рас, 0,34 % — других народностей. Испаноговорящие составили 3,37 % от всех жителей.
Из 1791 домашних хозяйств в 9,1 % воспитывали детей в возрасте до 18 лет, 47,8 % представляли собой совместно проживающие супружеские пары, в 3,0 % семей женщины проживали без мужей, 48,1 % не имели семей. 42,9 % от общего числа семей на момент переписи жили самостоятельно, при этом 25,5 % составили одинокие пожилые люди в возрасте 65 лет и старше. Средний размер домашнего хозяйства составил 1,80 человек, а средний размер семьи — 2,42 человек.
Население муниципалитета по возрастному диапазону по данным переписи 2000 года распределилось следующим образом: 10,1 % — жители младше 18 лет, 2,3 % — между 18 и 24 годами, 16,2 % — от 25 до 44 лет, 28,8 % — от 45 до 64 лет и 42,6 % — в возрасте 65 лет и старше. Средний возраст жителей составил 60 лет. На каждые 100 женщин в Джуно-Бич приходилось 84,9 мужчин, при этом на каждые сто женщин 18 лет и старше приходилось 79,7 мужчин также старше 18 лет.
Средний доход на одно домашнее хозяйство составил 55 263 доллара США, а средний доход на одну семью — 68 382 доллара. При этом мужчины имели средний доход в 50 545 долларов США в год против 36 842 доллара среднегодового дохода у женщин. Доход на душу населения составил 55 263 доллара в год. 3,9 % от всего числа семей в населённом пункте и 4,5 % от всей численности населения находилось на момент переписи населения за чертой бедности, при этом 5,7 % из них были моложе 18 лет и 2,7 % — в возрасте 65 лет и старше.